# Інклюзивна література
Інклюзивна література –  це література, орієнтована на формування позитивного сприйняття інвалідності та особистої різноманітності.
Література про осіб з інвалідністю, інклюзивна література, має певну і важливу мету: вона може допомогти учням стати більш толерантними до індивідуальних особливостей, особливо в сучасних інклюзивних класах.
Ці книжки мають потенціал зменшити відчуття самотності та ізоляції серед учнів з інвалідністю. Інклюзивна література є недорогим, цікавим, і справжнім способом спілкування з дітьми з інвалідністю і можливістю забезпечити їх історіями про самих себе, про те, як вони справляються в своєму повсякденному житті.
Якісна література, що відображає дітей з інвалідністю може допомогти створити розуміння того, як діти з різними потребами та можливостями мають багато спільних рис.

Інклюзивна література об’єднує такі напрямки:
•література, яка розповідає про осіб з інвалідністю, формуючи у читачів позитивне сприйняття стану таких людей (книжки, які фокусують інтерес читача на загальнолюдських якостях та можливостях  літературних героїв з інвалідністю; які покликані зробити спілкування з такими людьми обопільно цікавим та комфортним);
•література, яка спрямована на сприйняття особистої різноманітності;
•література для дітей з особливими освітніми потребами ( книжки шрифтом Брайля, з використанням піктограм, тактильні, книжки-картинки та ін.).
Окремий напрямок діяльності Міжнародної ради з дитячої та юнацької книги присвячений дослідженням у сфері літератури для дітей та юнацтва з інвалідністю. Сформовано значну колекцію [Архівовано 4 травня 2017 у Wayback Machine.] таких книжок. Кожні два роки організація визначає найцікавіші приклади такої літератури з усього світу та створює каталоги видатних книжок для дітей та юнацтва з інвалідністю. [Архівовано 18 вересня 2017 у Wayback Machine.] 

## Інклюзивна література в Україні
Інклюзивна література в Україні розвивається в межах окремих проектів. "Твори про особливих дітей дають можливість подивитися, як живуть ті, хто від нас відрізняється, а отже, навчитися толерувати розбіжність і пишатися інакшістю". 
У жовтні - грудні 2016 року відбувся Культурно-просвітницький проект «Інклюзивна література», організований «Видавничим центром «12» та БО «Право на щастя». 
У 2021 році у межах проєкту "Інклюзивне літературно-художнє видання "Казки Закарпаття Легка мова" видано п'ять книжок у форматі легкого читання. Проєкт реалізовано ГО "Центр культурних ініціатив "Фортеця Унг" за фінансової підтримки Українського культурного фонду.￼